# Fredrik André Bjørkan
Fredrik André Bjørkan, född 21 augusti 1998, är en norsk fotbollsspelare som spelar för Bodø/Glimt.

## Klubbkarriär
I december 2019 förlängde Bjørkan sitt kontrakt i Bodø/Glimt med två år. Säsongen 2020 spelade han samtliga 30 ligamatcher och gjorde ett mål då Bodø/Glimt blev seriemästare i Eliteserien.
Den 1 december 2021 värvades Bjørkan av tyska Hertha Berlin, där han skrev på ett kontrakt fram till 2025. Den 29 augusti 2022 lånades Bjørkan ut till nederländska Feyenoord på ett säsongslån.
Den 4 januari 2023 blev Bjørkan klar för en återkomst i Bodø/Glimt, där han skrev på ett 2,5-årskontrakt.

## Landslagskarriär
Den 26 maj 2021 blev Bjørkan för första gången uttagen i Norges landslag till två träningsmatcher mot Luxemburg och Grekland i juni. Bjørkan debuterade för Norge den 6 juni 2021 i en 2–1-förlust mot Grekland, där han blev inbytt i den 69:e minuten mot Birger Meling.